# نادي تان هوا
نادي تان هوا (بالفيتنامية: Câu lạc bộ bóng đá FLC Thanh Hóa)‏ هو نادي كرة قدم فيتنامي مقره في تان هوا. يلعب حالياً في الدوري الفيتنامي. يلعب مبارياته البيتية على ملعب تان هوا.

## وصلات خارجية
- الموقع الرسمي